# Vêtement de ski
Les vêtements de ski constituent l'ensemble des vêtements portés pour la pratique du ski et certaines activités de montagne qu'ils soient techniques ou sportswear. La tenue de ski a évolué au fil du temps et en fonction des impératifs des différentes disciplines. Elle a également connu des modes au fil des décennies des XIXe siècle jusqu'au XXIe siècle.

## Historique

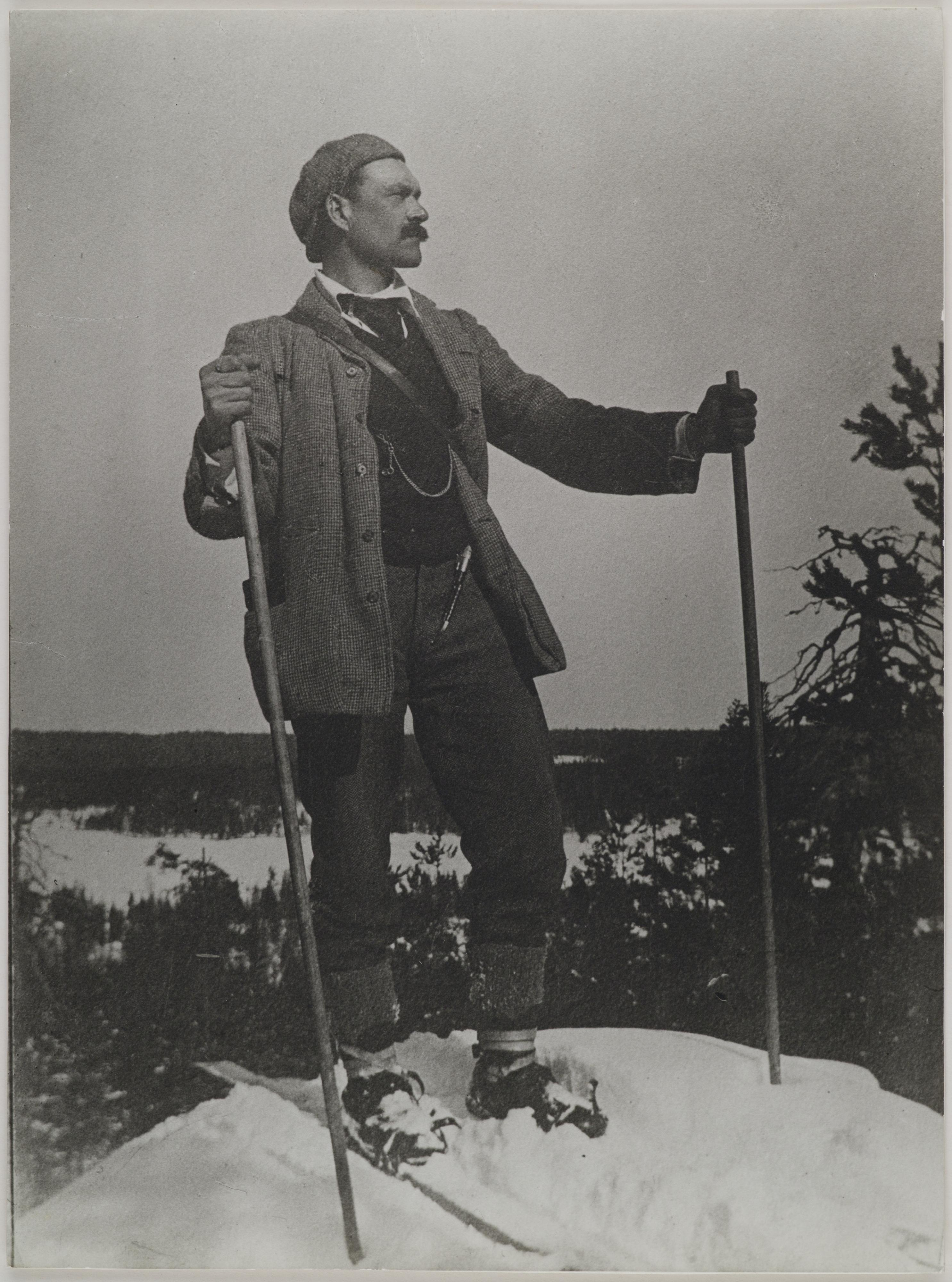
Axel Gallén en ski au sommet du Kirppuvuori à Suolahti en 1906

La montagne en tant que loisir apparait vers le milieu du XIXe siècle. L'origine du vêtement de ski émane principalement alors de l'expérience de l'alpinisme. Le vêtement de ville est adapté aux conditions climatiques même si les femmes pratiquent l'alpinisme avec manteau, chapeau, corset et crinoline. L'alpinisme se pratique en jupe boutonnée avec une culotte en dessous ; il faudra des décennies pour que le pantalon soit adopté par les femmes. 
Dans la seconde moitié du XIXe siècle, sont créés partout en Europe des bataillons de troupes alpines dont les équipements sont en adéquation avec leurs contraintes. Vers cette époque, les premiers privilégiés qui fréquentent Saint-Moritz ou Chamonix skient en lainages, jupes ou costumes épais, parfois d'équitation ou de chasse, parfois juste une superposition en plusieurs couches de leurs tenues de golf et de tennis. Par la suite, ces clients fortunés commandent à leur couturier des tenues en drap de laine, peau et fourrure. Pour les femmes, la veste et la « culotte », sorte de pantalon large ou bouffant, se voient adoptés vers le début du XXe siècle. En parallèle, des dizaines de clubs de ski sont créés et le passage par les sports d'hiver est « l'étape obligée de l'élite européenne ».

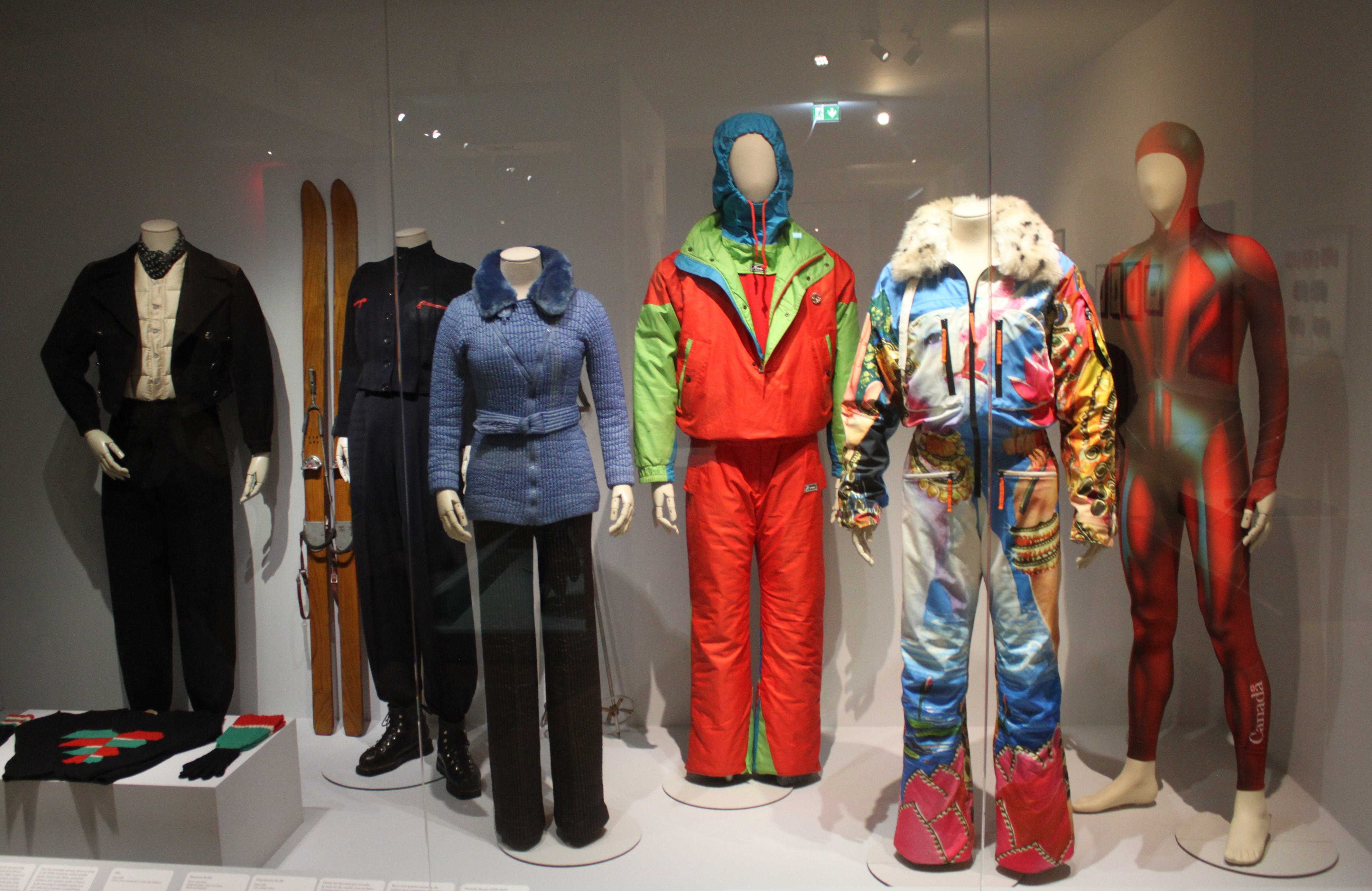
Vêtements de ski à travers les âges - Expo « Mode et sport » 2023-2024, Paris.

Les sports d'hiver se développent réellement à la sortie de la Première Guerre mondiale pour une clientèle favorisée qui fréquente Megève ou d'autres stations huppées. Ces villages de montagne sont lieu de chic pour se montrer. En quelques décennies, les activités hivernales ont obtenues leurs équipements adaptés, et les premières boutiques de vêtements de sports apparaissent, avec des collections spécifiques aux activités hivernales. Ce développement de la distribution, l'arrivée de nouvelles fibres, ainsi que la notoriété acquise par certains champions, permet le développement de ce domaine d'activité.
Durant l'Entre-deux-guerres, la Fédération française de ski est créée en 1924 et la même année ont lieu à Chamonix les premiers Jeux olympiques ; la sportivité s'impose face à la dimension purement touristique du ski et les vêtements deviennent plus similaires entre les hommes et les femmes, acquérant une uniformité peu à peu. Vers les années 1930, pour le ski, la luge ou le patinage, la ligne est élégante et fuselée. Un fuseau est créé à Megève par AAllard et popularisé par Emile Allais. C'est le premier vêtement réellement technique pour le ski. Il cohabite puis remplace le large « pantalon norvégien » qui prend l'eau. Le jersey a été adopté au cours des décennies précédentes pour ses vertus thermiques, ainsi que le chandail en maille tricotée. À l'aube de la Seconde Guerre mondiale, le ski reste réservé à une clientèle privilégiée qui fréquente les 142 stations que compte alors la France, même si les Congés payés de 1936 tentent de démocratiser la pratique du ski. 
Dans les années 1960, la pratique du ski reste encore élitiste. La première doudoune est créée, d'abord pour les sports de montagne ; il faudra attendre les années 1970, époque de démocratisation du ski, pour quelle soit sur les pistes de ski, flirtant sur la vague « Space age » et de la conquête spatiale. 

### Collaborations

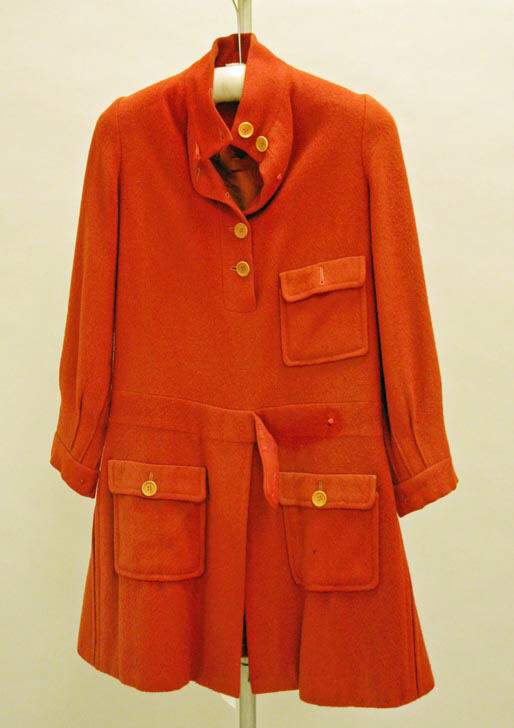
Veste de ski, milieu des années 1920.

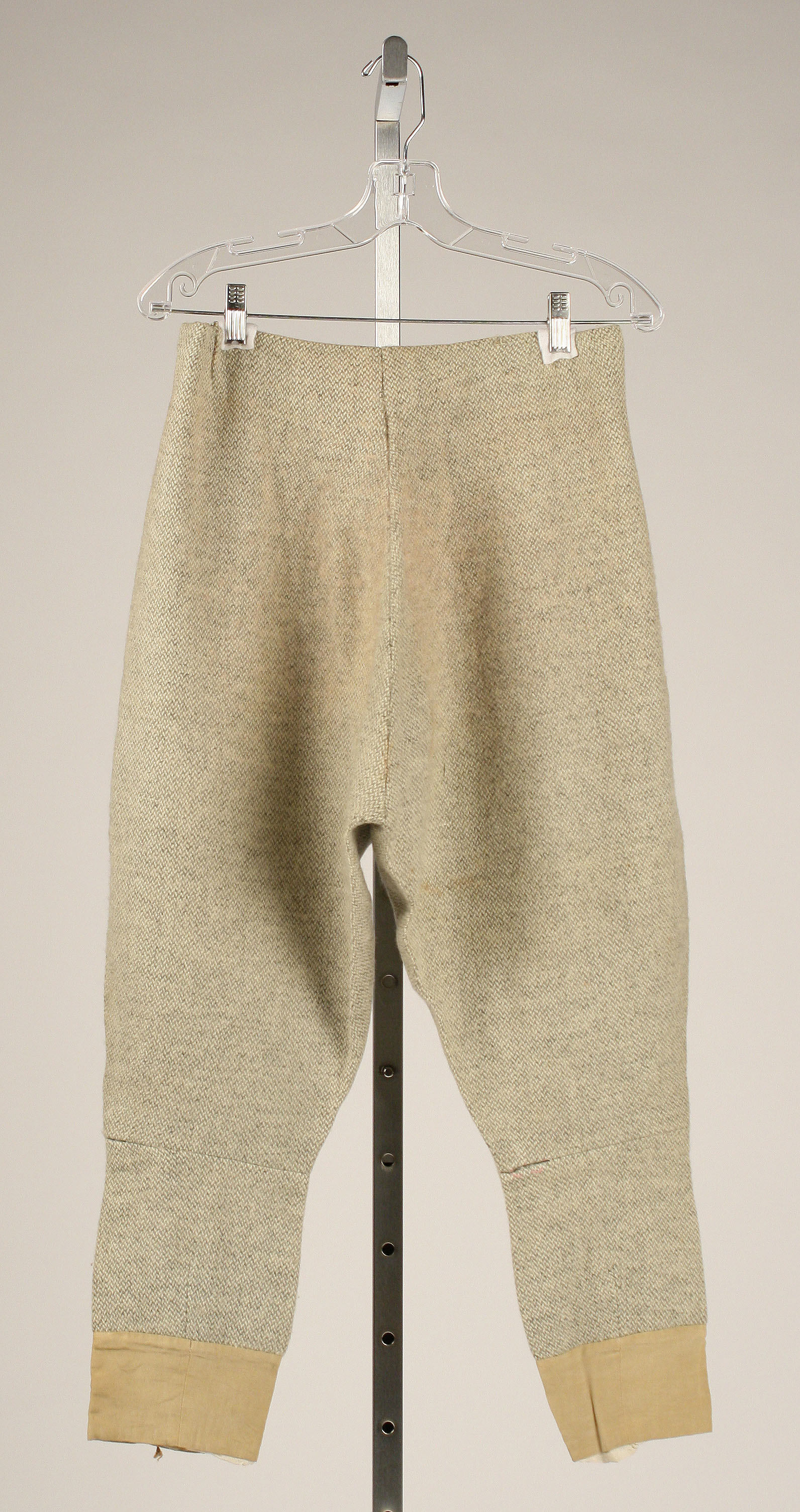
Pantalon de ski en soir et laine, vers 1925.

La montagne reste un sujet de collaborations fréquentes entre la mode et le sport. Après la Seconde Guerre mondiale, Emilio Pucci crée la tenue de ski « idéale » pour ses amis : « un anorak avec un capuchon et un pantalon resserré au-dessus des chaussures. » Celle-ci est prise en photo à Zermatt par Toni Frissell ; Diana Vreeland décide de la publier dans Harper's Bazaar, faisant le succès pour ce créateur de mode,. L'entreprise allemande Bogner (de), fondée en 1932, habille James Bond pour quatre films ainsi que de nombreuses personnalités de premier plan, à la ville comme au ski. Durant les années 1990 dans la foulée du streetwear, les doudounes sont portées par les rappeurs. Jean-Charles de Castelbajac a une longue histoire de partenariat avec les équipementiers comme Kappa, Le Coq Sportif, mais surtout Rossignol depuis 2002,. À partir du milieu des années 2000, Moncler, marque fondée dans les années 1950, signe plusieurs alliances avec des créateurs de mode pour des lignes spécifiques ou des collections capsules : Thom Browne, Chitose Abe, le couturier Giambattista Valli ou la marque Balenciaga signent des doudounes, souvent éloignées du domaine technique du ski. Fusalp, autre entreprise française de la même époque oubliée par la suite, est rachetée puis ouvre sa première boutique à Paris,. Elle est suivie dans la capitale par Rossignol qui inaugure un magasin éphémère rue de la Paix. Dans les années 2010, Hermès crée une collection « Sports d'hiver ». En décembre 2016, Fendi lance la ligne chic et technique « Fendi Leasurewear » avec des vêtements et accessoires dédiés au ski,. Deux ans plus tard, Chanel présente en juin sa collection « Coco Neige », mélangeant les classiques de la maison avec des matières techniques. 
Outre l'augmentation logique de chiffre d'affaires, dans les années 2000 plusieurs saisons avec moins de neige sur les sommets européens et moins de fréquentation ont obligé les fabricants à réagir, se diversifier et à s'orienter vers la « ville ». « Sur cinq personnes qui séjournent en station, il n’y en a que deux qui vont sur les pistes. Aujourd’hui, la plupart des tenues de ski sont détournées » précise le PDG de Look.